# STUN
En STUN (Session Traversal Utilities genom Network Address Translators NAT) server tillåter NAT-klienter (till exempel datorer bakom en brandvägg) att initiera telefonsamtal mot en VoIP-leverantör som hostas utanför det lokala nätverket.
STUN-servern tillåter klienter att få veta sin publika adress, typen av NAT de finns bakom och vilken port mot internet som NAT har associerat med vilken lokal port. Den här informationen används för att sätta upp UDP-kommunikation mellan klienten och VOIP-leverantören och etablera ett samtal. STUN-protokollet definieras i RFC 5389.
STUN-servern kontaktas på UDP port 3478, men servern föreslår klienter att genomföra tester även på alternativa IP- och portnummer (STUN-servrar har två IP-adresser). RFC säger att denna port och IP är godtyckliga.